# Vahase
Vahase is een Estisch onbewoond eiland ten westen van Abruka in de gemeente Saaremaa in de provincie Saarema. Bestuurlijk gezien valt het eiland onder de plaats Abruka.
Het eiland is 65,5 hectare groot. Op het eiland ligt een klein bos met juniperus, eik en pinus. Het eiland is ongeveer 1000 jaar oud.